# James Holmes (cầu thủ bóng đá)
James Holmes (sinh năm 1869) là một cầu thủ bóng đá người Anh từng thi đấu ở vị trí hậu vệ cho Liverpool ở Football League. Holmes ký hợp đồng với Liverpool từ Preston North End ở mùa 1895–96. Ông có 19 lần ra sân mùa giải đó và Liverpool vô địch Second Division. Ông thi đấu ít hơn các mùa giải sau đó và bị giải phóng năm 1898.